# Минкович, Барух
Бару́х Минко́вич (ивр. ברוך מינקוביץ‎; 24 января 1915, Петроград — 11 января 2016, Израиль) — Узник Сиона, израильский общественный деятель, адвокат, директор Еврейского агентства «Сохнут» в Вене в 1979—1982 годах.

## Биография
Родился в семье пинского мещанина, служащего Носана-Лейба Пейсаховича Минковича и уроженки Варшавы Эльки-Блюмы Гоник. Учился в немецкой школе «Петришуле» в Петрограде. В 1926 году вместе с семьей переехал в Ригу, где поступил в школу «Эзра». Впоследствии учился в немецкой школе Эриха Германа, однако выпускной класс по идейным соображениям доучивался в еврейской школе Гарфинкеля. Учился на юридическом факультете Тартуского и Рижского университетов. Состоял в еврейской студенческой корпорации «Лимувия».
С 1934 по 1940 годы Минкович являлся одним из руководителей движения «Бейтар» в Латвии и Эстонии. Был лично знаком с Владимиром Жаботинским и Менахемом Бегиным. В 1938 году участвовал как представитель Латвии в третьем всемирном съезде «Бейтара» в Варшаве . В июне 1940 года занимал должность начальника детской колонии организации «Бейтар» в Ропажской волости Рижского уезда.
После роспуска организации «Бейтар» в Латвии работал начальником планового отдела Рижской обувной фабрики «Узвара». Арестован за контрреволюционную деятельность органами НКВД Латвийской ССР 14 июня 1941 года и выслан в населенный пункт Чертёж под Соликамском. В августе 1941 года переведен на рубку леса и строительство электростанции в исправительно-трудовой лагерь Прижим. В августе 1942 года осужден по ст. 58-4 УК РСФСР на 5 лет ссылки в Енисейск. В годы войны работал старшим бухгалтером «Маслорома» в Ирбейском районе. В 1949 году, как польский гражданин, репатриировался в Польскую Народную Республику, где устроился бухгалтером еврейского детского дома.
После репатриации с семьей в 1950 году в Израиль работал в специальном отделе Министерства иностранных дел Израиля. С 1954 года занимался частной юридической практикой, состоял в Центре партии «Херут» (впоследствии — «Ликуд»), членом муниципального совета Рамат-Гана.
Барух Минкович оказывал содействие в репатриации евреев из Советского Союза. В 1973 году был сопровождающим и переводчиком израильской делегации на Летней Универсиады в Москве. В 1979—1982 годах возглавлял Еврейское агентство «Сохнут» в Вене, занимаясь репатриацией бывших советских граждан в Израиль. Делегат 30-го Сионистского конгресса в Иерусалиме (1982 г.). После службы в Вене стал председателем общественной организации «Ордена Зеева Жаботинского», продолжал заниматься адвокатской и общественной деятельностью.
В 2008 году получил награду «Лучший в профессии» коллегии адвокатов Израиля.
Скончался 11 января 2016 года в Тель-Авиве.